# Brandon Shack-Harris
Brandon Shack-Harris (* 5. April 1981 in Racine, Wisconsin) ist ein professioneller US-amerikanischer Pokerspieler. Er ist zweifacher Braceletgewinner der World Series of Poker.

## Persönliches
Shack-Harris stammt aus Racine im US-Bundesstaat Wisconsin. Er lebt in Los Angeles.

## Pokerkarriere

### Werdegang
Seine erste Geldplatzierung bei einem Live-Turnier erzielte Shack-Harris Mitte Juni 2010 in Binion’s Horseshoe in Las Vegas. Ende Juni 2011 war er erstmals bei der World Series of Poker (WSOP) im Rio All-Suite Hotel and Casino am Las Vegas Strip erfolgreich und erreichte bei einem Turnier in einer gemischten Variante aus Omaha und Seven Card Stud Hi/Lo die Geldränge. Ein Jahr später erreichte er seinen ersten Finaltisch und kam insgesamt dreimal ins Geld. Bei der WSOP 2014 gewann Shack-Harris ein Turnier in Pot Limit Omaha und erhielt dafür sein erstes Bracelet sowie eine Siegprämie von über 200.000 US-Dollar. Anschließend erreichte er bei der Hauptturnierserie noch drei weitere Finaltische, u. a. bei der Poker Player’s Championship, sowie einen sechsten Platz bei der im Oktober 2014 in Melbourne ausgetragenen WSOP Asia Pacific. Aufgrund dieser Leistungen landete er beim Ranking des Player of the Year der WSOP hinter George Danzer auf dem zweiten Platz und wurde im Februar 2015 bei den American Poker Awards in Beverly Hills als Breakout Player of the Year ausgezeichnet. Bei der WSOP 2016 sicherte sich Shack-Harris mit dem Gewinn der 8-Handed Pot-Limit Omaha Championship sein zweites Bracelet sowie knapp 900.000 US-Dollar Preisgeld. Ende Juni 2018 belegte er bei der Pot Limit Omaha Championship der WSOP 2018 den dritten Platz und erhielt mehr als 430.000 US-Dollar. Seitdem blieben größere Turniererfolge aus.
Insgesamt hat sich Shack-Harris mit Poker bei Live-Turnieren mehr als 3,5 Millionen US-Dollar erspielt.

### Braceletübersicht
Shack-Harris kam bei der WSOP 73-mal ins Geld und gewann zwei Bracelets:
| Jahr | Buy-in (in $) | Turnier                               | Teilnehmer | Preisgeld (in $) |
| ---- | ------------- | ------------------------------------- | ---------- | ---------------- |
| 2014 | 01.000        | Pot-Limit Omaha                       | 1128       | 205.634          |
| 2016 | 10.000        | 8-Handed Pot-Limit Omaha Championship | 0400       | 894.300          |